# Bell Marge Sakai
Bell Marge Sakai (ベルマージュ堺壱番館) est un ensemble de gratte-ciel résidentiels construit à Sakai dans la préfecture d'Osaka au Japon de 1996 à 1999. 
L'ensemble comporte deux gratte-ciel quasiment identiques ;
- Bell Marge Sakai, Tower A, 146 mètres de hauteur, 43 étages
- Bell Marge Sakai, Tower B, 143 mètres de hauteur, 43 étages
Ce sont les plus hauts immeubles de la ville de Sakai.
Les architectes sont les sociétés Takenaka Corporation,  Taisei Corporation, Tokai Construction Co., Ltd.